# Pedroso de la Carballeda
Pedroso de la Carballeda (en carballés Pedrosu) es una localidad española del municipio de Manzanal de Arriba, en la provincia de Zamora, comunidad autónoma de Castilla y León.

## Ubicación
Se encuentra situado en la comarca de La Carballeda y pertenece al municipio Manzanal de Arriba, junto con las localidades de Codesal, Folgoso de la Carballeda, Linarejos, Manzanal de Arriba, Sagallos, Sandin y Santa Cruz de los Cuérragos.

## Historia
En la Edad Media, Pedroso quedó integrado en el Reino de León, cuyos monarcas acometieron la repoblación del oeste zamorano.
Ya en el siglo XIX, al crearse las actuales provincias en 1833, Pedroso pasó a formar parte de la provincia de Zamora, dentro de la Región Leonesa, quedando integrado en 1834 en el partido judicial de Puebla de Sanabria.
En torno a 1850, Pedroso de la Carballeda se integró en el municipio de Folgoso de la Carballeda, el cual posteriormente trasladó su capital de Folgoso a Manzanal, pasando a renombrarse como Manzanal de Arriba en torno a 1900.

## Patrimonio
El edificio más notable de esta localidad es la iglesia parroquial de San Lorenzo.

## Festividades
Pedroso rinde homenaje a San Lorenzo, el 10 de agosto.

## Demografía
| Gráfica de evolución demográfica de Pedroso de la Carballeda entre 2000 y 2020           |
|                                                                                          |
| Fuente: Instituto Nacional de Estadística de España - Elaboración gráfica por Wikipedia. |